# Джейсон Найт (футболіст)
Джейсон Найт (англ. Jason Knight, нар. 13 лютого 2001, Дублін) — ірландський футболіст, півзахисник англійського клубу «Дербі Каунті».
Виступав, зокрема, за клуб «Дербі Каунті», а також національну збірну Ірландії.

## Клубна кар'єра
Народився 13 лютого 2001 року в місті Дублін. Вихованець юнацьких команд футбольних клубів «Кебінтілі» та «Дербі Каунті».
У дорослому футболі дебютував 2019 року виступами за команду «Дербі Каунті», кольори якої захищає й донині.

## Виступи за збірні
У 2017 році дебютував у складі юнацької збірної Ірландії (U-17), загалом на юнацькому рівні взяв участь у 15 іграх, відзначившись одним забитим голом.
У 2019 році залучався до складу молодіжної збірної Ірландії. На молодіжному рівні зіграв у 4 офіційних матчах.
У 2020 році дебютував в офіційних матчах у складі національної збірної Ірландії.
| Дата       | Місто            | Господарі  | Результат | Гості      | Турнір                               | Голи | Примітки |
| ---------- | ---------------- | ---------- | --------- | ---------- | ------------------------------------ | ---- | -------- |
| 14-10-2020 | Гельсінкі        | Фінляндія  | 1 – 0     | Ірландія   | Ліга націй УЄФА 2020-2021 - 1-й етап | -    | 83'      |
| 15-11-2020 | Кардіфф          | Уельс      | 1 – 0     | Ірландія   | Ліга націй УЄФА 2020-2021 - 1-й етап | -    | 59' 80'  |
| 18-11-2020 | Дублін           | Ірландія   | 0 – 0     | Болгарія   | Ліга націй УЄФА 2020-2021 - 1-й етап | -    |          |
| 27-3-2021  | Дублін           | Ірландія   | 0 – 1     | Люксембург | Відбір до ЧС 2022                    | -    |          |
| 30-3-2021  | Дебрецен         | Катар      | 1 – 1     | Ірландія   | товариський матч                     | -    | 57' 89'  |
| 3-6-2021   | Андорра-ла-Велья | Андорра    | 1 – 4     | Ірландія   | товариський матч                     | 1    |          |
| 8-6-2021   | Будапешт         | Угорщина   | 0 – 0     | Ірландія   | товариський матч                     | -    | 89'      |
| 12-10-2021 | Дублін           | Ірландія   | 4 – 0     | Катар      | товариський матч                     | -    | 69'      |
| 14-11-2021 | Люксембург       | Люксембург | 0 – 3     | Ірландія   | Відбір до ЧС 2022                    | -    | 62' 84'  |
| 26-3-2022  | Дублін           | Ірландія   | 2 – 2     | Бельгія    | товариський матч                     | -    | 76'      |
| 29-3-2022  | Дублін           | Ірландія   | 1 – 0     | Литва      | товариський матч                     | -    | 82'      |
| Усього     |                  | Матчів     | 11        |            | Голів                                | 1    |          |